# غريس اندروز
غريس اندروز (بالإنجليزية: Grace Andrews)‏ هي رياضياتية أمريكية، ولدت في 30 مايو 1869، وتوفيت في 27 يوليو 1951.